# رفیق (فیلم کوتاه)
رفیق (به آلبانیایی: Shok) فیلمی کوتاه بر اساس رویدادهای جنگ کوزوو است که جیمی داناهیو آن را نوشته و کارگردانی کرده است.
این فیلم نامزد جایزه اسکار بهترین فیلم کوتاه اکشن زنده در هشتاد و هشتمین دوره آکادمی (اسکار ۲۰۱۶) شده است.